# Serra de Tudela
La Serra de Tudela és una serra situada entre els municipis d'Alins, d'Esterri d'Àneu i de Lladorre a la comarca del Pallars Sobirà, amb una elevació màxima de 2.328 metres.